# Tempestade tropical Barry (2001)
A tempestade tropical Barry foi uma forte tempestade tropical que atingiu a costa da Flórida em agosto de 2001. O terceiro ciclone tropical e a segunda tempestade nomeada da temporada de furacões no Atlântico de 2001, Barry se desenvolveu a partir de uma onda tropical que se afastou da costa da África em 24 de julho. A onda entrou no Caribe em 29 de julho e gerou uma área de baixa pressão, que se organizou na tempestade tropical Barry em 3 de agosto. Após flutuações de intensidade e trajetória, a tempestade atingiu ventos máximos de 110 km/h (70 mph) sobre o Golfo do México. Barry dirigiu-se para o norte e desembarcou ao longo da costa do Golfo antes de degenerar em uma baixa remanescente em 7 de agosto. No dia seguinte, os restos de Barry se dissiparam sobre o Missouri.
Ao contrário da devastadora tempestade tropical Allison no início da temporada, os efeitos de Barry foram moderados. Nove mortes ocorreram: seis em Cuba e três na Flórida. Como um ciclone tropical, Barry produziu fortes chuvas que atingiram um pico de 8.9 in (230 mm) em Tallahassee, na Flórida. Rajadas na área chegaram a 127 km/h (79 mph), que foi a maior velocidade do vento registrada para a tempestade. A onda tropical precursora de Barry trouxe grandes quantidades de chuva no sul da Flórida, levando a inundações significativas e danos estruturais. Inundações moderadas e danos causados pelo vento ocorreram em todo o Panhandle da Flórida. À medida que os remanescentes da tempestade seguiam para o interior, partes do Vale do Mississippi receberam precipitação leve. Barry causou cerca de $ 30 milhões (USD 2001) em danos.

## História meteorológica
Em 24 de julho 2001, uma onda tropical emergiu na costa oeste da África e seguiu para o oeste através do Oceano Atlântico. Pouco desenvolvimento ciclônico ocorreu até 28 de julho, quando a convecção começou a aumentar ao longo da onda. A onda se mudou para o leste do Caribe em 29 de julho, e a sua convecção continuou a aumentar enquanto seguia para oeste-noroeste nos dias subsequentes. O distúrbio surgiu no Golfo do México em 1 de agosto, com chuvas observadas no sul da Flórida e na ponta oeste de Cuba. Nesse mesmo dia, um amplo sistema de baixa pressão se desenvolveu ao longo da onda perto de Dry Tortugas, no final de Florida Keys, que começou a se intensificar à medida que se movia para noroeste. Por volta de 1800 UTC em 2 de agosto, uma aeronave de caçadores de furacões da Reserva da Força Aérea investigou o sistema descobriu que a baixa havia se organizado em uma tempestade tropical, que recebeu o nome de Barry. A reanálise pós-temporada de furacões, no entanto, revelou que a baixa havia se tornado uma depressão tropical seis horas antes. Há incerteza se Barry realmente tinha características tropicais no momento da designação, por causa de uma baixa de nível superior situada sobre o centro da superfície do ciclone.
Quando Barry se tornou um ciclone tropical, sua convecção envolveu cerca de metade do centro. A vazão no semicírculo leste foi boa, embora devido ao cisalhamento do vento em níveis superiores, tenha sido restrita a sudeste da circulação. O ciclone ficou embutido em uma depressão de nível médio a superior entre a cordilheira sobre o centro dos EUA e a cordilheira sobre o noroeste do Caribe. Um forte eixo de cisalhamento ciclônico de nível superior se estendeu do sul de Cape Hatteras até perto de Brownsville, Texas, o que impediu Barry de acelerar em velocidade de avanço. A cordilheira sobre os Estados Unidos enfraqueceu, destruindo assim o padrão de direção; isso resultou em um movimento de deriva para oeste-sudoeste da tempestade tropical por volta de 3 de agosto. No início de 3 de agosto, ventos fortes de oeste prevaleceram e separaram o centro de circulação do que restava de convecção limitada. A tempestade recuperou rapidamente alguma convecção, embora os ventos máximos sustentados permanecessem fracos, em cerca de 60 km/h. Apesar de uma ligeira queda na pressão barométrica, a análise pós-temporada revelou que Barry enfraqueceu em uma depressão tropical no início de 4 de agosto devido ao cisalhamento persistente do vento e à queda da pressão externa.
Às 18:00 UTC de 4 de agosto, o ciclone se intensificou ligeiramente e foi atualizado para uma tempestade tropical à medida que o cisalhamento diminuiu. No início de 5 de agosto, um período de fortalecimento começou quando a convecção profunda se acendeu sobre e perto do centro de baixo nível. Antes do desembarque, formações de bandas se desenvolveram na metade leste da circulação, apesar de algum cisalhamento residual de oeste. Dentro de sete horas, a pressão barométrica caiu de 1004 MB para 990 mb e a apresentação geral do satélite começou a melhorar. Barry atingiu seu pico de intensidade às 1800 UTC em 5 de agosto com ventos de 110 km/h (70 mph), pouco antes do status de furacão. Um olho se formou mais ou menos na mesma época. Às 05:00 UTC de 6 de agosto, Barry aumentou a velocidade de avanço e pousou em Santa Rosa Beach, Flórida, com ventos de 110 km/h (70 mph). Movendo-se para o interior, o sistema enfraqueceu rapidamente para uma depressão tropical; o Centro Nacional de Furacões emitiu seu último alerta sobre a tempestade no início de 6 de agosto. À noite, os ventos máximos sustentados perto do centro estavam em torno 8.0 km/h (5 mph) a 16 km/h (10 mph), pois o sistema desacelerou significativamente e se deslocou para noroeste a cerca 11 km/h (7 mph). A depressão virou para o noroeste e enfraqueceu constantemente para uma baixa remanescente perto de Memphis, Tennessee, em 7 de agosto, e a baixa remanescente se dissipou em 8 de agosto, no sudeste do Missouri.

## Preparações

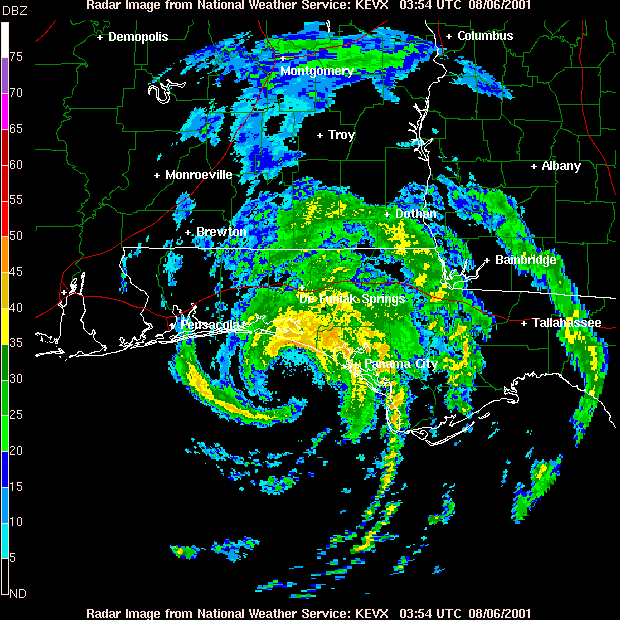
Imagem de radar da tempestade atingindo a costa da Flórida

Antes da tempestade, o Centro Nacional de Furacões emitiu alertas e avisos de tempestade tropical para grande parte da costa do Golfo dos Estados Unidos. Eles foram atualizados para um aviso de furacão quando a tempestade estava prevista para atingir a intensidade do furacão. Como esse fortalecimento não ocorreu, o alerta de furacão foi rebaixado para um aviso de tempestade tropical pouco antes do landfall. Para o oeste, os avisos para Luisiana e Mississippi foram interrompidos. Depois que a tempestade tropical Barry atingiu a costa, todos os avisos de tempestade tropical para o Panhandle da Flórida foram descontinuados. Avisos de inundação foram emitidos para partes dos condados de Leon e Wakulla, enquanto um alerta de inundação repentina estava em vigor para partes do sul da Geórgia. Um alerta de tornado foi emitido para o leste da Flórida Panhandle, sul da Geórgia, bem como partes do centro e leste do Alabama.
Conforme Barry se aproximava do Panhandle da Flórida, evacuações voluntárias ocorreram em oito condados. Abrigos foram abertos em seis condados, embora a maioria tenha sido colocada em modo de espera. Em partes do condado de Franklin, evacuações obrigatórias foram ordenadas e, no condado de Okaloosa, os pedágios na ponte Mid-Bay foram suspensos. Quarenta aeronaves de carga C-130 e cerca de 300 funcionários do Campo Hurlburt foram transferidos para a Base Aérea Little Rock, no Arkansas, para fugir do caminho projetado para a tempestade. Em Tallahassee, funcionários do condado encheram sacos de areia em áreas vulneráveis a inundações. No Grand Isle State Park, os guardas-florestais moveram as mesas de piquenique para fora do alcance das marés e fecharam o acampamento por um período de tempo. Além disso, a tempestade forçou a NASA a atrasar o lançamento de uma nave espacial no sul da Flórida. Em outros lugares, milhares de pessoas foram evacuadas de várias plataformas de petróleo offshore. A cidade de Nova Orleães fechou 60 de suas 72 comportas para evitar possíveis inundações. Em todo o sudeste da Louisiana, incluindo Nova Orleães, cerca de 500 voluntários da Cruz Vermelha e membros da equipe estavam de prontidão. A ameaça da tempestade forçou o cancelamento de um show do 'N Sync no Pro Player Stadium.

## Impacto

### Cuba e Flórida

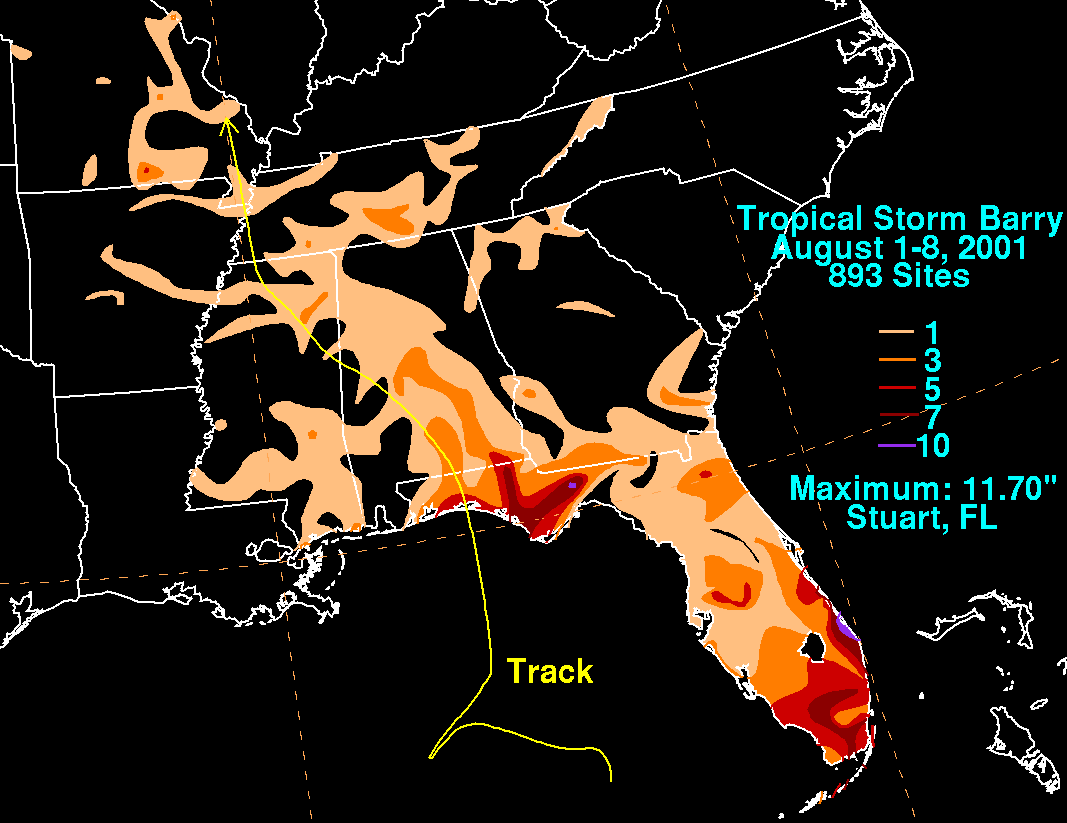
Total de chuvas nos Estados Unidos

A onda tropical precursora de Barry causou chuvas generalizadas no oeste de Cuba, mas nenhum dano foi relatado. Offshore, mar agitado afundou um barco de refugiados cubanos, afogando 6 de seus 28 passageiros.
Três pessoas na Flórida foram mortas pela tempestade, e o dano total é estimado em cerca de 30 milhões (USD). No sul da Flórida, o precursor de Barry produziu 75 mm a 200 mm, com precipitação máxima de 300 mm. A chuva ajudou a aliviar as persistentes condições de seca; no entanto, causou inundações significativas no condado de Martin em 2 de agosto, onde um total de 300 casas receberam danos causados pela água. cerca de 63 estruturas e 6 as casas móveis no condado sofreram grandes danos. Na Costa do Tesouro, bagres supostamente nadaram pelas ruas inundadas. Os ventos diminuíram a 60 ft (18 m) torre de rádio, atingindo uma casa.
Devido ao lento movimento inicial da tempestade, faixas de chuva externas começaram a afetar o Panhandle da Flórida em 4 de agosto, com as chuvas mais intensas observadas de 5 – 6 de agosto. A tempestade deixou 125 mm a 225 mm; o relatório oficial mais alto foi de 8.9 in (230 mm) em Tallahassee, embora relatórios não oficiais tenham chegado a 175 mm. A chuva inundou várias estruturas em Bay County devido a danos no telhado. Inundações ocorreram no Condado de Leon e partes da Floresta Nacional de Apalachicola, onde chuvas torrenciais fluíram para os Lagos Cascade, Lago Bradford e Munson Slough; o Munson Slough atingiu seu nível mais alto desde 1994. Numerosos condados e estradas secundárias foram fechados pelas enchentes nos condados de Walton, Washington e Bay, bem como na área de Tallahassee. Em torno de Tallahassee, 100  veículos foram parados pela enchente e rebocados, enquanto quatro residentes de um complexo de apartamentos na Allen Road foram forçados a evacuar devido ao aumento das águas. Inundações esporádicas também ocorreram no condado de Franklin e no condado de Wakulla. Uma morte indireta ocorreu em um acidente de trânsito devido a fortes chuvas no condado de Jackson.
As rajadas de vento chegaram a 127 km/h (79 mph) na Estação Base C-72 da Base Aérea Eglin. Ventos fracos a moderados foram generalizados, causando danos nos condados de Walton, Washington, Bay, Calhoun, Gulf e Okaloosa. Árvores foram derrubadas ou danificadas e várias estruturas sofreram danos leves pelo vento. Danos nas janelas foram relatados em um condomínio alto em Destin, enquanto nas proximidades, a ponte Mid-Bay foi fechada devido aos ventos fortes. A Escola Primária Freeport, no condado de Walton, sofreu pequenos danos no telhado. A maré de tempestade foi geralmente leve, variando de 0.61 m (2 ft) a 0.91 m (3 ft), com apenas uma pequena erosão da praia como resultado. Como um sistema tropical, Barry gerou alguns tornados fracos que causaram danos menores. Em uma faixa de chuva externa, um raio em Jacksonville matou uma pessoa. Outra morte é atribuída a uma corrente de retorno da Ilha Sanibel. No total, a tempestade deixou 34.000 clientes no estado sem energia.

### Em outro lugar
A tempestade tropical Barry trouxe chuvas leves a moderadas no Alabama, com pico de 116 mm (4.57 in) perto da cidade de Evergreen. cerca de 50 mm caiu sobre a região produtora de amendoim do estado, ajudando a aliviar as condições de seca. Chuvas fortes também foram relatadas na área de Birmingham. Apesar dos totais moderados de chuva no interior, as localidades costeiras receberam muito pouca precipitação. Pequenas inundações nas ruas ocorreram em Genebra, Enterprise e New Brockton. As rajadas de vento chegaram a 63 km/h (39 mph) em Montgomery, embora os danos tenham sido leves, principalmente por árvores caídas. Danos em toldos e pequenas estruturas foram relatados em Florala. Os remanescentes de Barry produziram chuvas leves no Mississippi e na Geórgia, embora nenhum dano tenha sido relatado. À medida que a tempestade continuou a seguir para o interior, ela trouxe 75 mm de chuva em Arkansas, Missouri e oeste do Tennessee.